# Флаг Юргамышского района
Флаг муниципального образования Юргамышский район Курганской области Российской Федерации — опознавательно-правовой знак, служащий официальным символом муниципального образования.
Флаг утверждён 20 февраля 2014 года решением Юргамышской районной Думы № 292 и  внесён в Государственный геральдический регистр Российской Федерации с присвоением регистрационного номера 9218.

## Описание
«Прямоугольное двухстороннее красное полотнище с отношением ширины к длине 2:3, воспроизводящее фигуры герба Юргамышского района в желтом, белом, се-ром и черном цвете».

## Символика
Символика флага Юргамышского района многозначна и отражает исторические и природные особенности района.
- В верхней части флага золотая сова с распростёртыми крыльями — символ мудрости, бдительности, эрудиции, чуткости, пророческого дара.
- В нижней части флага расположена гора — величественный природный символ вечности, превосходства, постоянства, чистоты, гармонии, устремленности и духовного подъема. Гора, мурованная в виде глыб, символизирует залежи железной руды и глин на территории Юргамышского района.
- Два перекрещенных черных молотка — символа железной дороги, труда и созидания.
  - Жёлтый цвет (золото) — символ урожая, богатства, стабильности, уважения, могущества, знатности.
  - Белый цвет (серебро) — символ чистоты, открытости, божественной мудрости, прими-рения, справедливости, благородства.
  - Червленый (красный) цвет — символизирует труд, жизнеутверждающую силу, мужество, праздник, красоту, любовь, смелость, великодушие.
  - Чёрный цвет символизирует благоразумие, мудрость, скромность, честность, постоянство.

## Использование флага
Порядок одновременного размещения Государственного флага Российской Федерации, флага Курганской области, флага Юргамышского района и иных флагов производится в соответствии сзаконодательством Российской Федерации и законодательством Курганской области, регулирующим правоотношения в сфере геральдического обеспечения.
В знак траура флаг Юргамышского района приспускается до половины высоты флагштока (мачты). При невозможности приспустить флаг, а также, если флаг установлен в помещении, к верхней части древка выше полотнища флага крепится черная сложенная по-полам и прикрепленная за место сложения лента, общая длина которой равна длине полот-нища флага, а ширина составляет не менее 1/10 от ширины полотнища флага.
При вертикальном вывешивании флага Юргамышского района, флаг должен быть обращен лицевой стороной к зрителям и свободным краем вниз

## Авторская группа
- Идея флага: Александр Гаврилович Егоров, Игорь Юрьевич Касатов (оба - п. Юргамыш).
- Геральдическая доработка: Константин Моченов (Химки).
- Художники: Ольга Жикина (п. Юргамыш), Ольга Салова, Анна Гарсия (обе – Москва).
- Обоснование символики: Александр Егоров, Игорь Касатов (оба - п. Юргамыш).